# Derivada de segundo orden

La derivada de segundo orden de una función cuadrática es constante.

En el cálculo, la segunda derivada, derivada segunda o derivada de segundo orden, de una función f es la derivada de la derivada de f. Hablando en términos generales, la segunda derivada mide cómo está variando la tasa de cambio de una cantidad; por ejemplo, la derivada segunda de la posición de un vehículo con respecto al tiempo es la aceleración instantánea del vehículo, o la velocidad a la que cambia la velocidad del vehículo con respecto al tiempo. En notación de Leibniz: 
{\displaystyle \mathbf {a} ={\frac {d\mathbf {v} }{dt}}={\frac {d^{2}{\boldsymbol {x}}}{dt^{2}}},}
donde el último término es la segunda expresión derivada. 
En el gráfico de una función, la derivada de segundo orden corresponde a la curvatura o concavidad del gráfico. La gráfica de una función con una segunda derivada positiva es cóncava hacia arriba, mientras que la gráfica de una función con una segunda derivada negativa se curva en sentido opuesto.

## Regla de potencia para la segunda derivada
La regla de potencia para la primera derivada, si se aplica dos veces, producirá la segunda regla de potencia derivada de la siguiente manera: 
{\displaystyle {\frac {d^{2}}{dx^{2}}}[x^{n}]={\frac {d}{dx}}{\frac {d}{dx}}[x^{n}]={\frac {d}{dx}}[nx^{n-1}]=n{\frac {d}{dx}}[x^{n-1}]=n(n-1)x^{n-2}.}

## Notación
La segunda derivada de una función. {\displaystyle f(x)} generalmente se denota {\displaystyle f''(x)}. Es decir: 
{\displaystyle f''=(f')'}
Cuando se usa la notación de Leibniz para derivadas, se escribe la segunda derivada de una variable dependiente y con respecto a una variable independiente x
{\displaystyle {\frac {d^{2}y}{dx^{2}}}.}
Esta notación se deriva de la siguiente fórmula: 
{\displaystyle {\frac {d^{2}y}{dx^{2}}}\,=\,{\frac {d}{dx}}\left({\frac {dy}{dx}}\right).}

## Ejemplo
Dada la función 
{\displaystyle f(x)=x^{3},}
la derivada de f es la función 
{\displaystyle f'(x)=3x^{2}.}
La segunda derivada de f es la derivada de f ′, a saber 
{\displaystyle f''(x)=6x.}

## Relación con la gráfica

Una gráfica de desde a. La línea tangente es azul donde la curva es cóncava hacia arriba, verde donde la curva es cóncava hacia abajo y roja en los puntos de inflexión (0, /2 y)

La segunda derivada de una función f mide la concavidad de la gráfica de f. Una función cuya segunda derivada es positiva será cóncava hacia arriba (también conocida como convexa), lo que significa que la línea tangente estará debajo de la gráfica de la función. De manera similar, una función cuya segunda derivada es negativa será cóncava hacia abajo (también llamada simplemente cóncava), y sus líneas tangentes estarán sobre la gráfica de la función. 

### Puntos de inflexión
Si la segunda derivada de una función cambia de signo, el gráfico de la función cambiará de cóncavo hacia abajo a cóncavo hacia arriba, o viceversa. Un punto donde esto ocurre se llama punto de inflexión. Suponiendo que la derivada de segundo orden es continua, debe tomar un valor de cero en cualquier punto de inflexión, aunque no todos los puntos donde la segunda derivada es cero es necesariamente un punto de inflexión. 

### Prueba de la segunda derivada
La relación entre la segunda derivada y el gráfico se puede usar para probar si un punto estacionario para una función (es decir, un punto donde {\displaystyle f'(x)=0}) es un máximo local o un mínimo local. Específicamente, 
- Si {\displaystyle \ f^{\prime \prime }(x)<0} entonces {\displaystyle \ f} tiene un máximo local en {\displaystyle \ x} .
- Si {\displaystyle \ f^{\prime \prime }(x)>0} entonces {\displaystyle \ f} tiene un mínimo local en {\displaystyle \ x} .
- Si {\displaystyle \ f^{\prime \prime }(x)=0}, la segunda prueba derivada no dice nada sobre el punto {\displaystyle \ x}, un posible punto de inflexión.

La razón por la que la derivada segunda produce estos resultados se puede ver a través de una analogía del mundo real. Considere un vehículo que al principio avanza a gran velocidad, pero con una aceleración negativa. Claramente, la posición del vehículo en el punto donde la velocidad alcanza cero será la distancia máxima desde la posición inicial; después de este tiempo, la velocidad se volverá negativa y el vehículo retrocederá. Lo mismo es cierto para el mínimo, con un vehículo que al principio tiene una velocidad muy negativa pero una aceleración positiva. 

## Límite
Es posible escribir un límite único para la segunda derivada: 
{\displaystyle f''(x)=\lim _{h\to 0}{\frac {f(x+h)-2f(x)+f(x-h)}{h^{2}}}.}
El límite se llama la segunda derivada simétrica. Tenga en cuenta que la segunda derivada simétrica puede existir incluso cuando la segunda derivada (habitual) no existe. 
La expresión de la derecha se puede escribir como cociente de diferencia de cocientes de diferencia: 
{\displaystyle {\frac {f(x+h)-2f(x)+f(x-h)}{h^{2}}}={\frac {{\frac {f(x+h)-f(x)}{h}}-{\frac {f(x)-f(x-h)}{h}}}{h}}.}
Este límite puede verse como una versión continua de la segunda diferencia para las secuencias . 
Tenga en cuenta que la existencia del límite anterior no significa que la función {\displaystyle f} tiene una derivada de segundo orden. El límite anterior solo ofrece la posibilidad de calcular la segunda derivada, pero no proporciona una definición. Como un contraejemplo, mire la función de signo {\displaystyle \operatorname {sgn}(x)} que se define a través de 
{\displaystyle \operatorname {sgn}(x)={\begin{cases}-1&{\text{si }}x<0,\\0&{\text{si }}x=0,\\1&{\text{si }}x>0.\end{cases}}}
La función de signo no es continua en cero y, por lo tanto, la segunda derivada para {\displaystyle x=0} no existe. Pero el límite anterior existe para {\displaystyle x=0} : 
{\displaystyle {\begin{aligned}\lim _{h\to 0}{\frac {\operatorname {sgn}(0+h)-2\operatorname {sgn}(0)+\operatorname {sgn}(0-h)}{h^{2}}}&=\lim _{h\to 0}{\frac {1-2\cdot 0+(-1)}{h^{2}}}\\&=\lim _{h\to 0}{\frac {0}{h^{2}}}\\&=0\end{aligned}}}

## Aproximación cuadrática
Así como la primera derivada está relacionada con aproximaciones lineales, la derivada segunda está relacionada con la mejor aproximación cuadrática para una función f . Esta es la función cuadrática cuyas derivadas primera y segunda son las mismas que las de f en un punto dado. La fórmula para la mejor aproximación cuadrática a una función f alrededor del punto x = a es 
{\displaystyle f(x)\approx f(a)+f'(a)(x-a)+{\tfrac {1}{2}}f''(a)(x-a)^{2}.}
Esta aproximación cuadrática es el polinomio de Taylor de segundo orden para la función centrada en x = a. 

## Valores propios y vectores propios de la segunda derivada
Para muchas combinaciones de condiciones límite, se pueden obtener fórmulas explícitas para valores propios y vectores propios de la segunda derivada . Por ejemplo, suponiendo {\displaystyle x\in [0,L]} y condiciones de frontera de Dirichlet homogéneas, es decir, {\displaystyle v(0)=v(L)=0}, los valores propios son {\displaystyle \lambda _{j}=-{\frac {j^{2}\pi ^{2}}{L^{2}}}} y los vectores propios correspondientes (también llamados funciones propias) son {\displaystyle v_{j}(x)={\sqrt {\frac {2}{L}}}\operatorname {sen} \left({\frac {j\pi x}{L}}\right)} . Aquí, {\displaystyle v''_{j}(x)=\lambda _{j}v_{j}(x),\,j=1,\ldots ,\infty .}
Para otros casos bien conocidos, vea el artículo principal sobre valores propios y vectores propios de la segunda derivada. 

## Generalización a dimensiones superiores

### La hessiana
La derivada segunda generaliza a dimensiones superiores a través de la noción de segundas derivadas parciales. Para una función f : R3 → R, estos incluyen los tres parciales de segundo orden 
{\displaystyle {\frac {\partial ^{2}f}{\partial x^{2}}},\;{\frac {\partial ^{2}f}{\partial y^{2}}},{\text{ y }}{\frac {\partial ^{2}f}{\partial z^{2}}}}
y los parciales mixtos 
{\displaystyle {\frac {\partial ^{2}f}{\partial x\,\partial y}},\;{\frac {\partial ^{2}f}{\partial x\,\partial z}},{\text{ y }}{\frac {\partial ^{2}f}{\partial y\,\partial z}}.}
Si la imagen y el dominio de la función tienen un potencial, entonces estos encajan en una matriz simétrica conocida como la Hessiana. Los valores propios de esta matriz se pueden usar para implementar un análogo multivariable de la segunda prueba derivada. (Ver también la prueba parcial de la segunda derivada) 

### El laplaciano
Otra generalización común de la segunda derivada es la laplaciana. Este es el operador diferencial {\displaystyle \nabla ^{2}} definido por 
{\displaystyle \nabla ^{2}f={\frac {\partial ^{2}f}{\partial x^{2}}}+{\frac {\partial ^{2}f}{\partial y^{2}}}+{\frac {\partial ^{2}f}{\partial z^{2}}}.}
El laplaciano de una función es igual a la divergencia del gradiente y la traza de la matriz de Hesse. 

## Otras lecturas

### Impresión
- Anton, Howard; Bivens, Irl; Davis, Stephen (2 de febrero de 2005), Calculus: Early Transcendentals Single and Multivariable (8th edición), New York: Wiley, ISBN 978-0-471-47244-5.
- Apostol, Tom M. (June 1967), Calculus, Vol. 1: One-Variable Calculus with an Introduction to Linear Algebra 1 (2nd edición), Wiley, ISBN 978-0-471-00005-1.
- Apostol, Tom M. (June 1969), Calculus, Vol. 2: Multi-Variable Calculus and Linear Algebra with Applications 1 (2nd edición), Wiley, ISBN 978-0-471-00007-5.
- Eves, Howard (2 de enero de 1990), An Introduction to the History of Mathematics (6th edición), Brooks Cole, ISBN 978-0-03-029558-4.
- Larson, Ron; Hostetler, Robert P.; Edwards, Bruce H. (28 de febrero de 2006), Calculus: Early Transcendental Functions (4th edición), Houghton Mifflin Company, ISBN 978-0-618-60624-5.
- Spivak, Michael (September 1994), Calculus (3rd edición), Publish or Perish, ISBN 978-0-914098-89-8.
- Stewart, James (24 de diciembre de 2002), Calculus (5th edición), Brooks Cole, ISBN 978-0-534-39339-7.
- Thompson, Silvanus P. (8 de septiembre de 1998), Calculus Made Easy (Revised, Updated, Expanded edición), New York: St. Martin's Press, ISBN 978-0-312-18548-0.

### Libros en línea
- Crowell, Benjamin (2003), Calculus.
- Garrett, Paul (2004), Notes on First-Year Calculus.
- Hussain, Faraz (2006), Understanding Calculus.
- Keisler, H. Jerome (2000), Elementary Calculus: An Approach Using Infinitesimals.
- Mauch, Sean (2004), Unabridged Version of Sean's Applied Math Book, archivado desde el original el 15 de abril de 2006, consultado el 3 de junio de 2020.
- Sloughter, Dan (2000), Difference Equations to Differential Equations.
- Strang, Gilbert (1991), Calculus.
- Stroyan, Keith D. (1997), A Brief Introduction to Infinitesimal Calculus, archivado desde el original el 11 de septiembre de 2005, consultado el 3 de junio de 2020.
- Wikibooks, Calculus.